# Wilfred Fairclough
Wilfred Fairclough, né le 13 juin 1907 à Blackburn (Lancashire,,) et mort le 8 janvier 1996 à Kingston upon Thames (Surrey), était un artiste, maître-graveur et imprimeur britannique,,,.

## Biographie

### Formation
Wilfred Fairclough fait ses études à All Saints et obtient en 1931 une place au Royal College of Art où il étudie avec Malcolm Osborne et Bob Austin, maîtrisant son métier de graveur. Il est élu membre associé de la Royal Society of Painter-Printmakers en janvier 1934, remportant le Prix de Rome en gravure. Il peut ainsi voyager malgré la Grande Dépression, travailler à Rome puis en Espagne, à la veille de la guerre civile.

### Carrière
Fairclough devient professeur au Kingston College of Art (Université de Kingston) en 1938. Son travail est exposé en Pologne, en Finlande et en Suède en 1939. Il est appelé au service de guerre et rejoint la Royal Air Force. Fairclough est l'un des quatre-vingt-dix-sept artistes qui contribuent à l'initiative Recording Britain financée par le Pilgrim Trust. Ses contributions se concentrent sur les bâtiments situés près de la Tamise, notamment à Windsor, Henley, Ham et Petersham. En 1942, à Royal Air Force Medmenham, il travaille sur des modèles utilisés pour le raid des Dambusters sur le barrage de Möhne. Il a également servi en Inde à la fin de la guerre.
Après la guerre, il retourne travailler à Kingston. Entre 1947 et 1950, son travail est exposé en Australie, en Nouvelle-Zélande et aux Fidji. En 1961, il obtient une bourse de la Fondation Leverhulme et entreprend un voyage d'étude à Venise pendant trois semaines et produit de nombreux croquis qui constituent la base d'une grande partie de son travail ultérieur. En 1962, il devient directeur du College of Art puis directeur adjoint du Kingston Polytechnic et est chef de la division du design de 1970 tout en continuant sa carrière de graveur jusqu'à sa retraite en 1972.
Il peint également des aquarelles en autodidacte, inspiré par Joseph Mallord William Turner. Pendant sa retraite, il produit environ quatre plaques par an, produisant soixante-neuf eaux-fortes entre 1972 et 1994,.

### Vie privée
À l'été 1936, il épousa une autre artiste, Joan Vernon Cryer. Ils eurent un fils nommé Michael lui-même peintre né à Blackburn en 1940 et une fille nommée Celia née à la fin de la guerre. Wilfred Fairclough est décédé à Kingston upon Thames le 8 janvier 1996.

## Publication
En 1990, il a publié un livre de ses gravures, Les gravures de Wilfred Fairclough (en anglais: The Etchings of Wilfred Fairclough)  (ISBN 0859678466) en collaboration avec Ian Lowe,.